# LIVE! LOVE! SING! 生きて愛して歌うこと
『LIVE! LOVE! SING! 生きて愛して歌うこと』（リブ・ラブ・シング いきてあいしてうたうこと）は、2015年3月10日 22:00 - 23:14 にNHK総合テレビジョンで放送された特集ドラマ。主演は石井杏奈 (E-girls)。
2016年には、『LIVE! LOVE! SING! 生きて愛して歌うこと 劇場版』として劇場公開された。

## 製作
1995年発生の阪神・淡路大震災と2011年発生の東日本大震災の両者を題材としたドラマで、東日本大震災に被災し福島県から神戸市に避難した女子高校生が震災の影響でバラバラになった同級生らと共に福島の母校に埋められたタイムカプセルを開けるために、東京電力福島第一原子力発電所事故に伴う立入制限区域に向かうロードムービー。
東日本大震災を題材とした特集ドラマ『ラジオ』（2013年）で脚本を担当した一色伸幸によるオリジナルストーリーで、特集ドラマ『その街のこども』（2010年）で阪神・淡路大震災を描き、連続テレビ小説『あまちゃん』（2013年）で東日本大震災をテーマの一つとして取り上げ、「過去の出来事として薄れていく震災の記憶を、誰のために、どう残し、どう伝えていくべきか」をテーマに取り組んでいる井上剛が演出を手がけた。音楽は10代を福島で過ごし、『その街のこども』『あまちゃん』でも音楽を手がけた大友良英がSachiko Mと共に担当した。
オールロケーションで撮影が行われ、特に福島のシーンは実際に被災がれきが転がったままの立入制限区域内で撮影が行われるなど、ドキュメンタリーの要素を織り込んだドラマにもなっている。実際に、本放送前週の2015年3月3日 22:00 - 22:50 には、撮影の模様を中心としたドキュメンタリー「ドキュメント LIVE!LOVE!SING! あたしたちにしか見えない景色がある」が放映されている。
劇中に登場するみそぱんは福島市にある菓子店の商品で県内のあちこちで販売されている。
2015年3月15日の 13:05 - 14:45 には、舞台となった兵庫県・福島県を放送区域とする神戸放送局・福島放送局限定で26分の未公開シーンを加えた再編集版が放送され、後にこれが劇場版として公開された。

## あらすじ
- この節の出典：[6][7]

東日本大震災で被災し、一家で神戸に避難してきた女子高校生・水島朝海は、阪神・淡路大震災から20年に当たるこの年、学校行事で復興への願いをこめた『しあわせ運べるように』を歌うことに「自分の気持ちはそんなに単純じゃない」と違和感を覚える。そんな中、被災後も福島にとどまっていた同級生・渡部本気（わたなべ・まじ）から「立入制限区域になっている母校の校庭に埋めたタイムカプセルを掘りに行かないか」とメールでの誘いを受ける。朝海は同じ誘いを受けた、神戸で暮らす佐藤勝と横浜で暮らす橘香雅里、そして『しあわせ運べるように』を歌うことを提案した朝海の高校の教師・岡里清春と共に母校のある福島県富波町を目指す。

## 登場人物
- 水島朝海：石井杏奈 (E-girls)
- 岡里清春：渡辺大知（黒猫チェルシー）
- 橘香雅里：木下百花 (NMB48)
- 佐藤勝：柾木玲弥
- 渡部本気：前田航基
- 津田寛治
- 二階堂和美
- 皆川猿時
- アスカ：ともさかりえ
- 清春の母：南果歩
- モーさん（立入禁止地区で働く男）：中村獅童

## スタッフ
この節の出典：
- 作：一色伸幸
- 演出：井上剛
- 音楽：大友良英、Sachiko M
- 音響効果：加藤直正
- 制作統括：内藤愼介、京田光広
- 撮影：岩崎亮、青木智紀
- 技術・照明：橋本勝
- 音声：奥山操
- 映像技術：森千重
- VFX：吉田賢治
- 編集：大庭弘之
- 美術：磯見俊裕
- 衣装デザイン：宮本まさ江
- ダンス指導：木ノ下菜津子
- 合唱指導：室屋尚子
- 酪農指導：半杭一成
- 神戸ことば指導：野々村のん
- 福島ことば指導：小暮智美、八島妃彩
- 資料提供：高城リョウ
- 撮影協力：福島県浪江町、福島県南相馬市、福島県二本松市、福島県相馬市、甲南女子中学校・高等学校、神戸市立西灘小学校、二本松市立杉田小学校、神戸フィルムオフィス
- 製作・著作：日本放送協会

## 劇場版
前述のとおり、全国放送版に未公開シーンを加え、兵庫県・福島県でのみ放映された100分の再編集版とおなじもの。2016年1月16日にフォーラム福島、シネマート心斎橋、元町映画館で先行上映、翌週1月23日から順次全国各地で公開された。配給は『その街のこども』と同じくトランスフォーマー。